# Кириаку, Антонис
Антонис Кириаку (греч. Αντώνης Κυριάκου; род. 1937) — кипрский футболист, защитник. Сыграл один матч за сборную Кипра.

## Биография
На клубном уровне известен по выступлениям за клуб «Омония» Никосия. В составе клуба был участником Кубка европейских чемпионов 1966/67, где сыграл в двух матчах первого раунда против немецкого «Мюнхен 1860». По итогам двух встреч «Омония» уступила со счётом 1:10.
Также провёл одну игру за сборную Кипра. 27 ноября 1963 года Кириаку появился на поле в товарищеском матче против сборной Греции, в котором провёл на поле все 90 минут.